# キャシー・リグビー
キャシー・リグビー (Cathleen Roxanne Rigby、1952年12月12日 - ) は、アメリカ合衆国の講演者、女優、元体操選手。

## 経歴

### 生い立ち
1952年、カリフォルニア州サンディエゴで父ポール・リグビー、母アニタのもとに兄スティーヴ・リグビー、姉ミシェル、弟ジェフ、妹ジルの5人きょうだいの間に生まれた。

### 体操
1968年、15歳で出場したメキシコシティーオリンピックで当時アメリカの体操史上最高得点を打ち出し、アメリカ国内のテレビ視聴者の彼女自身の人気を得ると同時にアメリカ国内の体操の振興に一役買った。1970年と1972年の全米体操競技選手権で優勝。1970年の世界体操競技選手権で平均台で銀メダルを獲得し、世界体操競技選手権においてアメリカ人初のメダル獲得者として一躍有名になった。
1972年ミュンヘンオリンピックにもオリンピックアメリカ合衆国代表体操チームの一員として出場したが、怪我のため実力を発揮できなかった。オリンピックに向けて平均台で当時難易度が高いとされた前転をするエアリアル・ウォークオーヴァーを成功していた。しかし怪我をしていたため本番ではこの演技をすることができず、団体4位とメダルを逃してしまった。
このオリンピックの後現役を引退。NFLのアメリカンフットボール選手トミー・メイソンと結婚し息子2人が生まれ、女優業を開始した。

### 女優業
1974年、『ピーター・パン』のプロデューサーは彼女の名声と経歴を基に、大人にならない少年のピーター・パン役に彼女を配役。極度のあがり症である彼女はリハーサルの最中「死ぬほど怖い」と語った。ほんの20歳から1年経った時に体操から『退職』している彼女は残りの人生をどうやって生きていくか考えあぐねていた。ピーター・パンの役を引き受けることができただけでなくこれを楽しむことができ、彼女自身驚いている。
1970年代半ば、ヤング・アンド・ルビカムのコピーライターのピーター・コーニッシュ製作により、これまでのタブーを破り有名人として初めて生理用品のコマーシャルに出演した。その後テレビ界に進出し、ABCのスポーツ番組に18年間コメンテーターとして出演し、テレビ映画にも出演するようになった。1976年、連続テレビ・ドラマ『600万ドルの男』にロシアの体操選手としてゲスト出演した。
1981年、『オズの魔法使い』に主演のドロシー役で出演。この公演中、2番目の夫となるトム・マッコイと出会う。彼女は体操引退後からの過食症を克服できたのはマッコイのおかげであるとしている。彼女はマッコイとの間にテレサとケイトリンの娘2人をもうけた。他にも『アニーよ銃をとれ』、『若草の頃』などの舞台に出演。
1980年代、彼女の摂食障害についての経験の講演を始めた。12年間過食症に苦しんだ経験を1984年の『ピープル』誌に掲載している。「私は見た目や体重を完璧にしたかったけれども、中身はおかしくなっていた。私はファーストフードで多分1日に10,000カロリーかそれ以上を摂取していた。ボイストレーニングの場所に向かう道のどこにマクドナルドやジャック・イン・ザ・ボックスがあるか、そして食べた物を吐くことができるトイレがどこにあるかも全部知っている」。1991年の『ピープル』誌のインタビューによると「2回入院し、電解質不均衡であやうく死ぬところだった」。
1990年、ブロードウェイの『ピーター・パン』に再度主演し、その後ツアー公演を行なった。彼女の演技は高い評価を受け、トニー賞にノミネートされた。1998年から1999年と2004年から2005年にもツアー公演が行なわれ、2004年からの公演ではリグビーのサヨナラ公演とされ、2006年にピーター・パン役を降板。しかし60歳になっても「大人にならない」彼女は2011年から2013年のツアー公演のピーター・パン役を演じている。
マッコイとリグビーはマッコイ・リグビー・エンターテイメントという舞台製作会社を所有し、リグビーが主演する『ピーター・パン』のツアー公演をプロデュースしている。2008年、ペンシルベニア州ピッツバーグのベネダム・センターでピーター・パン役で復帰。2009年、ミズーリ州ブランソンのマンション劇場で再演。2011年8月には新たなツアー公演が始まった。2012年、アメリカン・ガール・シリーズの映画『McKenna Shoots for the Stars 』にマッケナの体操コーチ役で出演している。

## 受賞歴など
- ボイジャーのゴールデンレコードに人間の動作の例として彼女の平均台での演技が含まれる。
- 1990年から1991年の『ピーター・パン』での演技で高い評価を受け、トニー賞ミュージカル主演女優賞にノミネートされた。
- 1997年、国際体操殿堂入り。
- 1999年、彼女が主演する『ピーター・パン』がトニー賞再演ミュージカル作品賞にノミネートされた。
- 2004年、全米劇場プロデューサー連盟より特別功労賞が授与された。